# Felix (cráter)
Felix es un pequeño cráter de impacto perteneciente a la cara visible de la Luna. Está situado sobre el Mare Imbrium, entre el cráter Euler al oeste y el cráter Lambert en el este. Sus vecinos más cercanos son otros dos pequeños cráteres, situados al sur: Artemis, con el que está pareado, y Verne.
|  |

El nombre procede de una designación originalmente no oficial contenida en la página 40A4/S1 de la serie de planos del Lunar Topophotomap de la NASA, que fue adoptada por la UAI en 1976.